# Rio Cărbunari (Muncelu)
O Rio Cărbunari é um rio da Romênia, afluente do Muncelu, localizado no distrito de Bistriţa-Năsăud.